# 奧利亞爾尼基
50°12′39″N 23°49′45″E / 50.21083°N 23.82917°E
奧利亞爾尼基（烏克蘭語：Оліярники），是烏克蘭西部的村莊，隸屬利維夫州的利維夫區。該村面積0.64平方公里，海拔高度217米，2021年人口100，人口密度每平方公里189.06人。